# Ноа Адедеджи-Стернберг
Ноа Адедеджи-Стернберг (нід. Noah Adedeji-Sternberg, нар. 19 червня 2005, Антверп, Бельгія) — бельгійський футболіст нігерійського походження, вінгер клубу «Генк».

## Біографія
Ноа Адедеджи-Стернберг народився в Бельгії в інтернаціональній родині. Його батько  нігерієць, мама уродженка Німеччини. Займатися футболом Ноа починав в клубній академії місцевого «Антверпена». Пізніше він переїхав до Німеччини, де тривалий час грав за молодіжну команду менхенгладбахської «Боруссії».

## Ігрова кар'єра

### Клубна
У 2023 році Адедеджи-Стернберг повернувся до Бельгії, де приєднався до клубу «Генк», з яким підписав контракт до 2027 року. Грати футболіст починав у дублюючому складі «Генка» в Челленджер ПРО-лізі. 17 лютого 2024 року у матчі Ліга Жупіле проти РВДМ 47 Адедеджи-Стернберг дебютував у першій команді «Генка».
Свій перший гол на професійному рівні Ноа щабив 7 вересня 2024 року у ворота «Андерлехта».

### Збірна
Адедеджи-Стернберг має право грати за збірні команди Німеччини, Нігерії та Бельгії. З 2022 року вінгер виступає за юнацькі збірні Бельгії.